# Pang Jiaying
Pang Jiaying (n. 6 ianuarie 1985, Shanghai, Republica Populară Chineză) este o înotătoare ce a reprezentat Republica Populară Chineză, medaliată olimpică. A participat la 3 ediții ale Jocurilor Olimpice (2004, 2008, 2012) în care a câștigat două medalii de argint și o medalie de bronz.